# Рессора

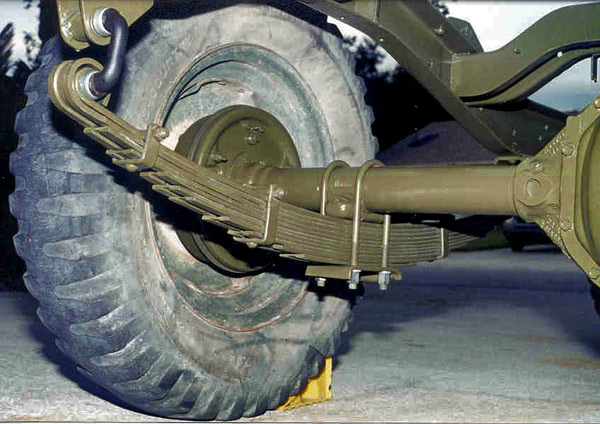
Листовая полуэллиптическая рессора

Рессо́ра (фр. ressort — пружина) — упругий элемент подвески транспортного средства. Рессора передаёт нагрузку от рамы или кузова на ходовую часть (колёса, опорные катки гусеницы и т. д.), смягчая удары и толчки при прохождении по неровностям пути.

## Виды рессор

### Листовая рессора
| Эллиптическая          | Эллиптические рессоры на конном экипаже            |
| Полуэллиптическая      |                                                    |
| 3/4-эллиптическая      | Car suspension with three-quarter elliptic springs |
| Четверть-эллиптическая | Vehicle suspension with quarter-elliptic springs   |
| Поперечная             | Front suspension with transverse leaf spring       |

- Эллиптическая — в плане имеет форму, близкую к эллипсу.
- 3/4-эллиптическая: имеет форму трёх четвертей эллипса.
- Полуэллиптическая — в виде полуэллипса; наиболее распространённый тип.
- Четверть-эллиптическая — конструктивно это половина полуэллиптической, один из концов которой неподвижно закреплён на шасси, а второй — консольно вывешен.
- Параболическая рессора — малолистовая рессора, созданная из небольшого количества (чаще всего двух) листов переменного сечения (в профиль), прилегающих друг к другу ровной стороной с зазором через проставку[2].

## Типы рессорных подвесок автомобилей
См. также: Подвеска автомобиля
- С продольным расположением рессор (пример — задняя ГАЗ-21, практически все самосвалы среднего тоннажа);
- С поперечным расположением рессор (пример — обе подвески Ford T и Ford A);
- С диагональным расположением рессор (пример — задняя «Татра» Т77, Т87).

## Изготовление листовых рессор, материалы, крепление
Рессоры обычно состоят из нескольких листов, что позволяет получить необходимый ход подвески при сохранении нагрузочной способности (нужная жёсткость рессоры определяется как частное от усилия при полном сжатии до буфера к ходу подвески). Таким образом, каждый лист изгибается отдельно. Плюсами многолистовой конструкции являются:
1. увеличение демпфирования при ходе подвески, что на ранних автомобилях позволяло отказаться от амортизатора;
2. меньшая толщина каждого листа уменьшает потребность в легировании стали для необходимой глубины прокаливания;
3. поломка одного листа не приводит к полному отказу подвески[3].

Минусом является большая сложность и дороговизна. Поскольку амортизаторы в современном автомобиле ставят на каждое колесо, а надёжность современных деталей выше, то пункты 1 и 3 теперь мало актуальны, и в современных внедорожниках и грузовиках мы видим малолистовые подвески.
Материалы для изготовления листовых рессор выбираются с учётом назначения автомобиля (гражданское, коммерческое, военное), климата местности, толщины листов и преемственности конструкции. Рессоры обычно изготовляют из сталей типа 60С2, 55С2, 60С2Г, 65С2ВА; для большей надёжности никельсодержащие 60С2Н2А, хром-ванадиевые типа 50ХФА, и другие. Никель и ванадий отодвигают порог хладноломкости стали, что увеличивает надёжность её в условиях зимней эксплуатации.
Каждый лист после придания ему формы закаливается, обычно с поверхностным охлаждением (вода), закалка самоотпуском, чтобы получить умеренную вязкость сердцевины и твёрдую износостойкую поверхность. Листы имеют разную длину, коренной (с проушинами) самый длинный. На концах листов могут устанавливаться противоскрипные шайбы (уменьшают износ). Листы соединены обычно центральным болтом и стальными скобами. Рессору чаще всего закрепляют двумя стремянками (к мосту) и через резиновые втулки в проушинах, через болты — к раме/корпусу (с одной стороны) и серёжкам (с другой).